# Gmina Wewczani
Gmina Wewczani (mac. Општина Вевчани) – gmina wiejska w zachodniej Macedonii Północnej.
Graniczy z gminą: Struga od południa, wschodu i północy oraz z Albanią od zachodu.
Skład etniczny
- 99,43% – Macedończycy
- 0,57% – pozostali

W skład gminy wchodzi:
- 1 wieś: Wewczani.